# Лефевр дю Прей, Эдмон
Эдмон Лефевр дю Прей (фр. Edmond Lefebvre du Prey; 16 октября 1866, Сент-Омер, Вторая империя — 14 января 1955, Париж, Франция) — французский политический деятель Третьей Республики, адвокат, председатель коллегии адвокатов. Министр сельского хозяйства Франции в 7-м кабинете Бриана с 16 января 1921 по 15 января 1922. Министр юстиции Франции во 3-м кабинете Пуанкаре с 29 марта по 9 июня 1924. Министр иностранных дел Франции в кабинете Франсуа-Марсаля с 9 по 15 июня 1924. Сенатор Франции с 1927 по 1944.